# Kroatische Akademie der Wissenschaften und Künste

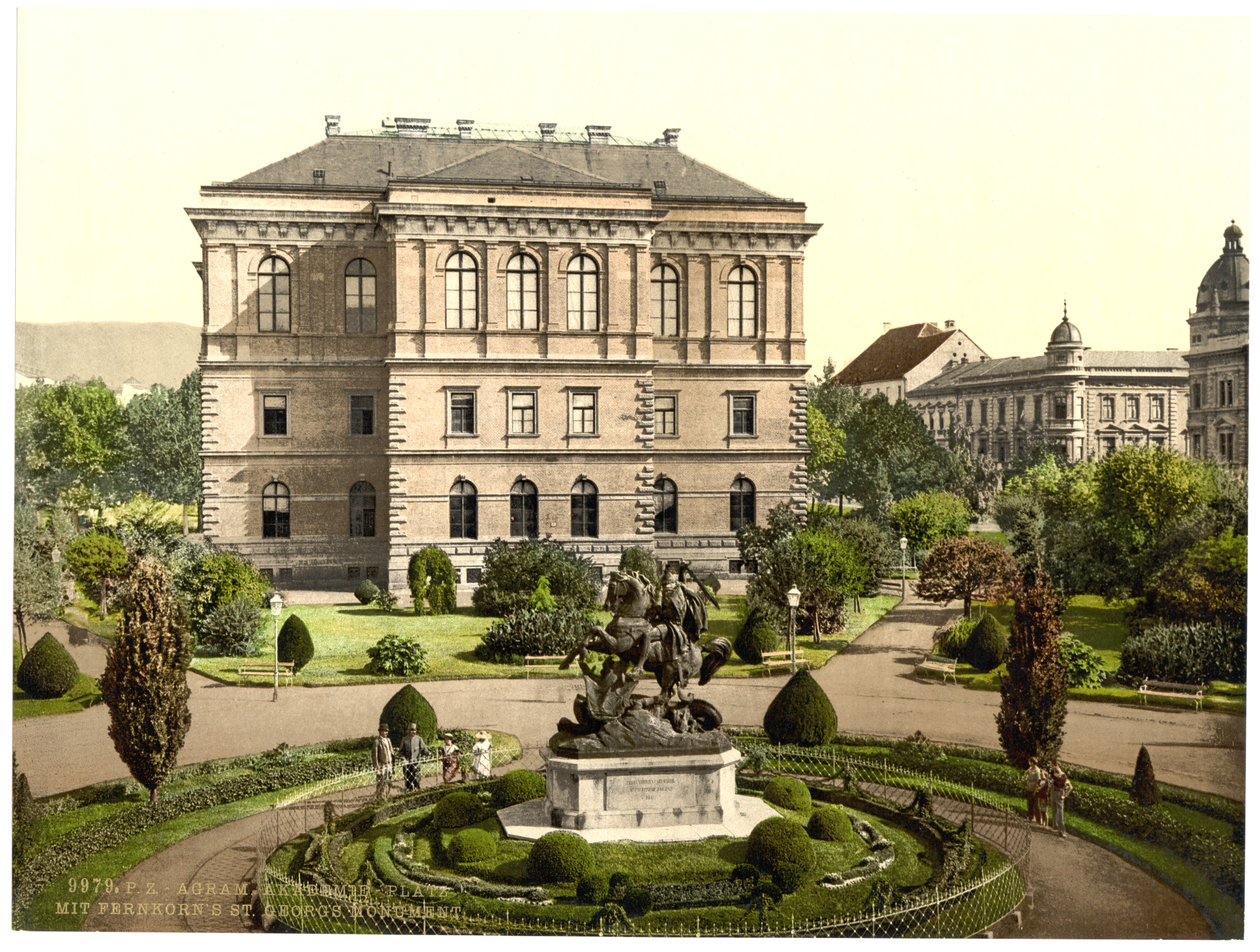
Akademieplatz mit St.-Georg-Standbild von Anton Dominik von Fernkorn, Photochrom der Detroit Publishing Company (1905)

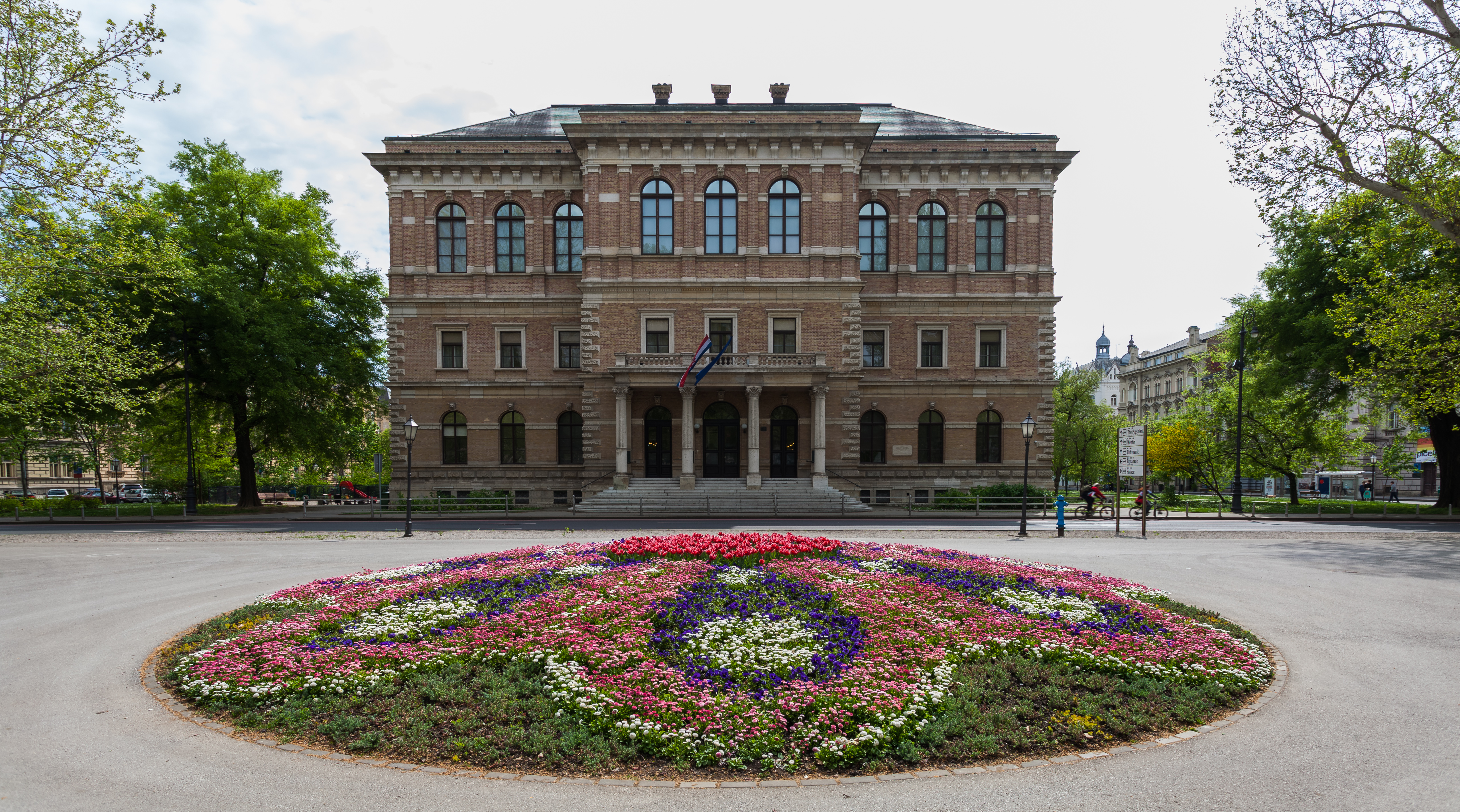
Frontalansicht (2014)

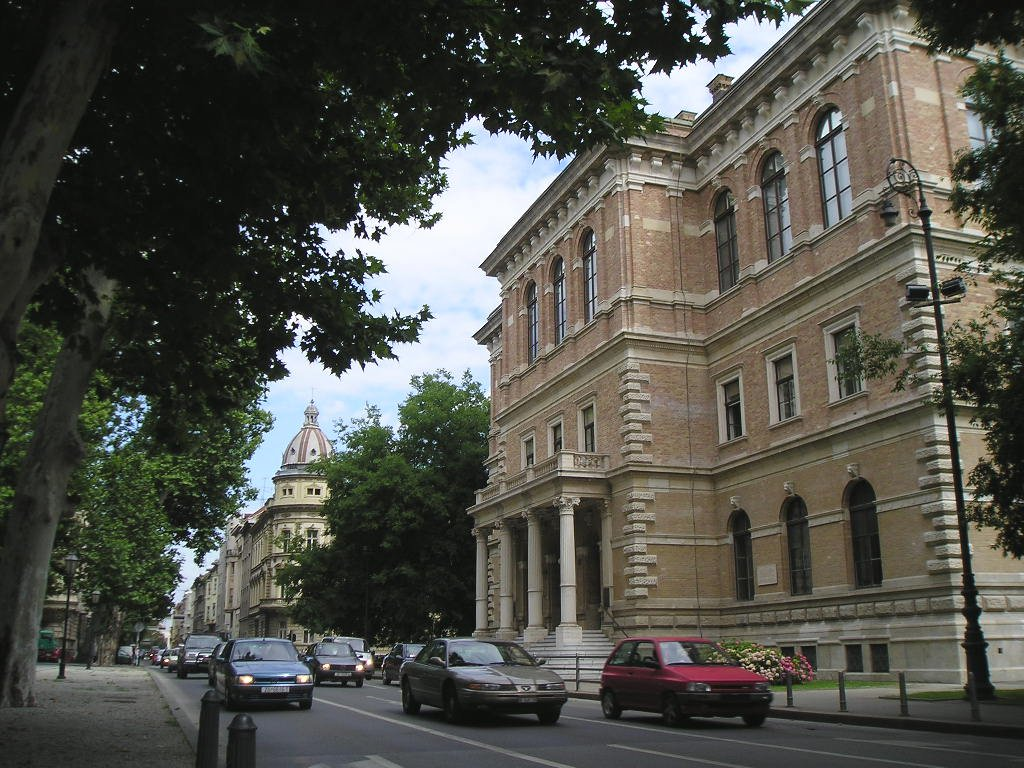
Die Kroatische Akademie der Wissenschaften (rechts) an der Ruđer-Bošković-Straße

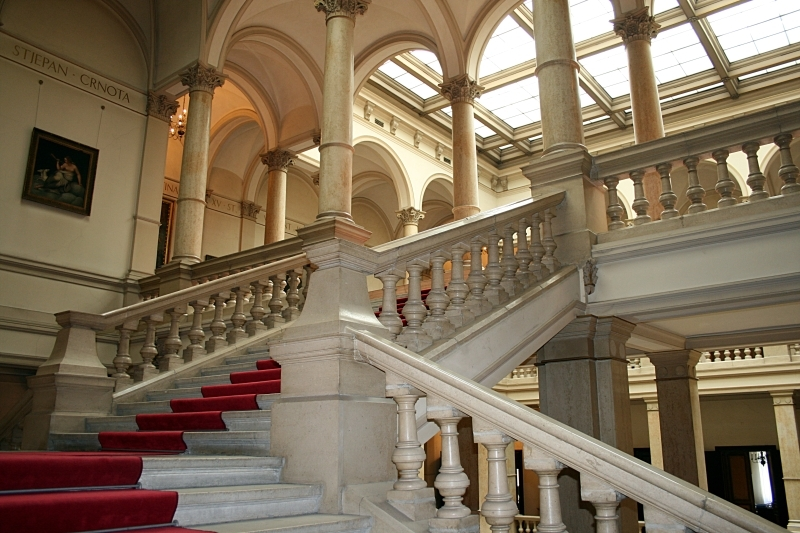
Das Vestibül der Akademie

Die Kroatische Akademie der Wissenschaften und Künste (kroatisch: Hrvatska akademija znanosti i umjetnosti – HAZU; früher Jugoslavenska akademija znanosti i umjetnosti ‘Jugoslawische Akademie der Wissenschaften und Künste’ – JAZU) ist die höchste wissenschaftliche Einrichtung in Kroatien mit Sitz in der Hauptstadt Zagreb.
Präsident der Akademie ist Velimir Neidhardt.

## Geschichte
Die Akademie der Wissenschaften geht auf eine im Jahre 1848 durch Josip Juraj Strossmayer initiierte und am 4. März 1866 durch Kaiser Franz Joseph I. gegründete „Jugoslawische Akademie“ in Zagreb zurück. Diese sollte der Förderung der Kultur aller Südslawen dienen. Zwar wurde 1886 die Serbische Gelehrtengesellschaft zur Serbischen Akademie der Wissenschaften und Künste umgewandelt, doch arbeiteten beide Akademien eng zusammen und beide hatten Mitglieder aus dem gesamten südslawischen Sprachraum, die Serbische Akademie auch solche aus dem west- und ostslawischen.
Im faschistischen Unabhängigen Staat Kroatien, der von 1941 bis 1945 existierte, trug sie den Namen Kroatische Akademie der Wissenschaften, während sie im sozialistischen Jugoslawien wieder unter ihrem Gründungsnamen firmierte.
Ursprünglich hatte die Akademie 14 Mitglieder gehabt, es existierten drei, ab 1919 vier Abteilungen. 1947 erfolgte eine Umorganisation, nach der die Akademie die folgenden acht Abteilungen hatte: 1. Philosophie und Sozialwissenschaften, 2. Mathematik, Physik und technische Wissenschaften, 3. Naturwissenschaften (inkl. Agrar- und Forstwissenschaften), 4. Medizin (inkl. Veterinärmedizin), 5. Philologie, 6. Zeitgenössische Literatur, 7. Künste, 8. Musik. Nach dem Zweiten Weltkrieg erfolgte die Gründung mehrerer Institute, so z. B. des Institut der Jugoslawischen Akademie in Zadar und des Instituts für Geschichtswissenschaften der Jugoslawischen Akademie der Wissenschaften und Künste in Dubrovnik.
Seit der Unabhängigkeit Kroatiens 1991 hat sie ihren heutigen Namen. Heute ist die Bedeutung und Stellung der Akademie für die Wahrung kroatischer Kultur und Wissenschaften durch ein Gesetz des Kroatischen Parlaments in der Verfassung festgeschrieben.

## Abteilungen
Die Kroatische Akademie der Wissenschaften und Künste gliedert sich heute in 9 Abteilungen.
- I. Sozialwissenschaften
- II. Mathematik, Physik, und Chemie
- III. Naturwissenschaften
- IV. Medizin
- V. Philologie
- VI. Literatur
- VII. Bildende Kunst
- VIII. Musik und Musikologie
- IX. Ingenieurwissenschaften

## Akademieeinheiten
- Forschungszentren im ganzen Land
- Museen und Galerien im ganzen Land
- andere Einheiten wie
  - das Archiv der Kroatischen Akademie der Wissenschaften und Künste
  - die Bibliothek der Kroatischen Akademie der Wissenschaften und Künste
  - das Arboretum in Trsteno
  - die Stiftung der Kroatischen Akademie der Wissenschaften und Künste

## Präsidenten
- Franjo Rački (1866–1886)
- Pavao Muhić (1887–1890)
- Josip Torbar (1890–1900)
- Tadija Smičiklas (1900–1914)
- Tomislav Maretić (1915–1918)
- Vladimir Mažuranić (1918–1921)
- Gustav Janaček (1921–1924)
- Gavro Manojlović (1924–1933)
- Albert Bazala (1933–1941)
- Tomo Matić (1942–1946)
- Andrija Štampar (1947–1958)
- Grga Novak (1958–1978)
- Jakov Sirotković (1978–1991)
- Ivan Supek (1991–1997)
- Ivo Padovan (1997–2003)
- Milan Moguš (2003–2010)
- Zvonko Kusić (2011–2018)
- Velimir Neidhardt (2019–)